# William Dunlap (Maler)

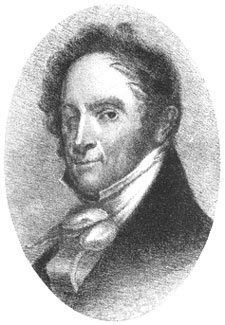
William Dunlap

William Dunlap (* 19. Februar 1766 in Perth Amboy, Province of New Jersey; † 28. September 1839 in New York, New York) war ein amerikanischer Maler, Kunsthistoriker und Schriftsteller.

## Leben und Werk
Dunlap begann als Maler, wandte sich aber schon bald dem Schreiben zu. Als Dramatiker wurde er einer der fruchtbarsten Bühnenautoren des jungen Amerika. Mit André schrieb er eine der ersten bedeutenden Tragödien der Vereinigten Staaten; insgesamt schrieb er rund 60 Stücke. Ab 1798 war er mit August Kotzebue befreundet und übersetzte dessen Stücke ins Englische. Neben Kotzebues Werken inszenierte er Stücke anderer deutscher Autoren auf amerikanischen Bühnen, darunter August Wilhelm Iffland, Heinrich Zschokke und Friedrich Schiller. Dunlap veröffentlichte auch die erste umfassendste Theatergeschichte der Vereinigten Staaten.
Durch seine vielfachen Beziehungen zu zeitgenössischen amerikanischen Künstlern stellte er mit A History of the Rise and Progress of the Arts of Design in the United States (erste Auflage 1834) die erste Sammlung von amerikanischen Künstlerbiographien zusammen und wurde daher auch der 'amerikanische Vasari' genannt. Das Werk ist eine umfassende Schau der amerikanischen Malerei von ihren Anfängen bis Thomas Cole und von Dunlaps nationalen und republikanischen Überzeugungen geprägt. Er zeichnete darin das für die amerikanische Kunstgeschichte lange prägende Idealbild des amerikanischen Künstlers, der, frei von den ständischen Zwängen der europäischen Gesellschaft, eine freie Kunst zu erschaffen in der Lage sei.
William Dunlap gehörte 1826 zu den Gründungsmitgliedern der National Academy of Design.

## Werke (Auswahl)

### Dramen
- André (1798)
- The Stranger (1798)
- False Shame (1799)
- The Italian father (1799)
- The Virgin of the Sun (1800)